# Isaac Hanson
Clarke Isaac Hanson (Tulsa, 17 de novembro de 1980), ou simplesmente Isaac Hanson, é o filho mais velho da família Hanson. É guitarrista e canta na banda Hanson com seus irmãos Taylor e Zac. Filho de Clarke Walker Hanson (1º de junho de 1954) e Diana Frances (Lawyer) Hanson (30 de abril de 1954). Isaac casou-se com Nicole Summer Dufresne (25 de novembro de 1983) em 30 de setembro de 2006 em Oklahoma, EUA. O casal tem três filhos, sendo eles Clarke Everett Hanson (3 de abril de 2007), James Monroe Hanson (1º de julho de 2008) e Nina Odette Hanson (11 de março de 2014)
Em 2003, após várias divergêcias com sua gravadora Island Def Jam, o Hanson resolveu romper seu contrato e abrir sua própria gravadora a 3CG Records, também lançou gratuitamente na Internet em forma de episódios um documentário chamado Strong Enough To Break que expõe o mundo das grandes gravadoras e a falta de liberdade sofrida pelas bandas na hora de produzir seus álbuns. Isaac foi hospitalizado em 02 de outubro de 2007 após sentir fortes dores no ombro durante um show. O diagnóstico foi de que se tratava de uma embolia pulmonar. Foi submetido a um procedimento cirúrgico no Baylor University Hospital em Dallas, Texas, EUA do qual se recuperou muito bem. Isaac continua a gravar e fazer shows por todo o mundo ao lado de seus irmãos Zac e Taylor. 